# Liste ausländischer Unterhaltungsmusiker mit Auftritten in der DDR

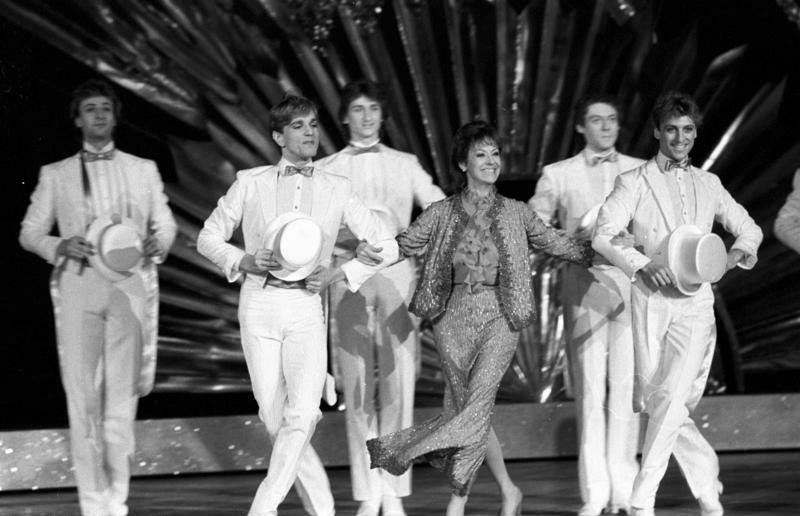
Caterina Valente im Friedrichstadtpalast, 1984

Diese Liste enthält ausländische Musiker von Rock, Pop, Jazz, Chanson, Folk und weiterer Unterhaltungsmusik, die in der DDR zwischen 1950 und 1990 auftraten.

## Geschichte

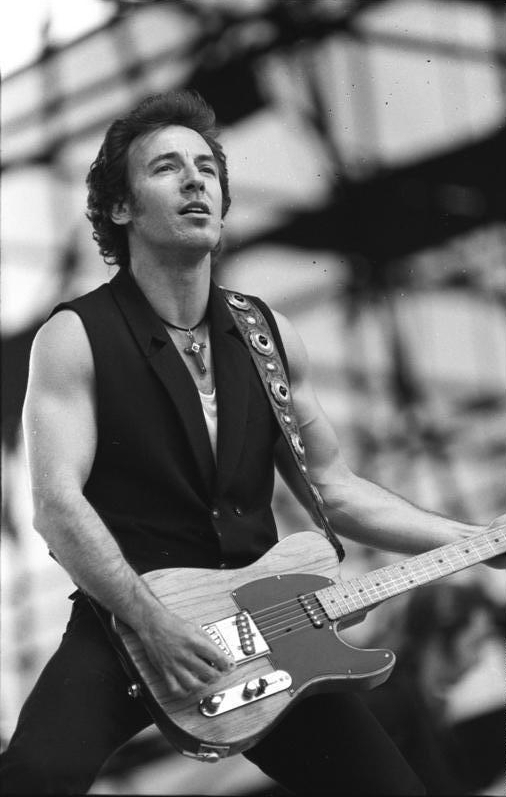
Bruce Springsteen in Berlin 1988, vor über 150.000 Zuschauern

In der DDR traten über 1000 Unterhaltungsmusiker aus über 60 Ländern auf.
In den 1950er und 1960er Jahren waren es vor allem Künstler aus den „sozialistischen Bruderländern“.
Ab den 1970er Jahren wurden vermehrt westliche Musiker zu Konzerten in die DDR eingeladen. Dies erfolgte zunächst besonders in der TV-Unterhaltungsshow Ein Kessel Buntes, außerdem in anerkannten Veranstaltungsreihen, wie dem Festival des politischen Liedes, dem Liedersommer der FDJ und dem Berliner Rocksommer. Ab 1987 wurden vermehrt große Konzerte mit bekannten westlichen Musikern organisiert, auch wegen des 750-Jahr-Jubiläums von Berlin.
Zu den bedeutendsten Konzerten westlicher Unterhaltungsmusiker in der DDR gehörten die Tournee von Louis Armstrong 1965, das Konzert von Udo Jürgens 1976 im Friedrichstadtpalast mit einer Fernseheinschaltquote von über 78 %, die großen Open-Air-Konzerte von Barclay James Harvest (1987), Bob Dylan (1987), Joe Cocker (1987) und Bruce Springsteen (1988) mit mehreren zehntausend Zuhörern sowie Konzerte von Depeche Mode (1987), James Brown (1988) und den Rolling Stones (1990). Letztere kamen allerdings erst, als die Karten auch für West-Mark verkauft wurden. Insgesamt aber führten die Chancen nach Öffnung der Mauer zu zahlreichen Auftritten vor allem West-Berliner Bands im Ostteil der Stadt.

## Konzerte (Auswahl)

### Veranstaltungsorte
Die meisten Veranstaltungen fanden in Ost-Berlin statt, weniger in Leipzig, Dresden, Rostock oder anderen Orten. Die häufigsten Veranstaltungsorte waren der Friedrichstadtpalast und der Palast der Republik. Bedeutend waren auch die Werner-Seelenbinder-Halle und die Radrennbahn Weißensee in Berlin.
Abkürzungen:
- FSP = Friedrichstadtpalast Berlin
- IdJ = Insel der Jugend Berlin-Treptow
- KH = Kongresshalle Berlin
- KK = Kino Kosmos Berlin
- MT = Metropol-Theater Berlin
- PA = Parkaue Berlin-Lichtenberg
- PdR = Palast der Republik Berlin
- RW = Radrennbahn Berlin-Weißensee
- VB = Volksbühne Berlin
- WSH = Werner-Seelenbinder-Halle Berlin

### 1963
- Juli Internationales Schlagerfestival der Ostseeländer, mit  Jane Swärd (S), Tadeusz Wozniakowski (PL) als Sieger, Rostock

### 1964
- Juli Internationales Schlagerfestival der Ostseeländer, mit Jette Ziegler (DK), und Otto Brandenburg (DK) als Sieger, Rostock
- 29. Oktober American Folk Blues Festival, Dresden, Dt. Hygiene-Museum / Steinsaal[3]
- 30. Oktober American Folk Blues Festival, KK[3]
- 31. Oktober American Folk Blues Festival, Potsdam, Haus der Offiziere[3]
- 1. November American Folk Blues Festival, Dresden, Dt. Hygiene-Museum / Steinsaal[3]

### 1965
- 20. März–8. April Louis Armstrong, teilweise mit Ella Fitzgerald, 17 Konzerte in Berlin, Leipzig, Magdeburg, Erfurt und Schwerin[4]
- Juli Internationales Schlagerfestival der Ostseeländer, mit Wencke Myhre (N) als Siegerin, Rostock
- Udo Jürgens (A), mit TV-Aufnahmen

### 1966
- 3. April: Gilbert Becaud (F), FSP
- 1. Mai: Joan Baez (USA), Berlin, Diestel
- 16. Oktober: American Folk Blues Festival (USA), FSP, dokumentiert auf 2 LP bei Amiga[5]
- Kenny Ball and his Jazzmen (GB), Dresden Hygienemuseum Kongresssaal (Beginn der ersten DDR-Tournee)[6]
- Mireille Mathieu (F), erstes Konzert in „Deutschland“ (erst 1967 in der Bundesrepublik)

### 1967
- Januar: Udo Jürgens (A), FSP, drei Konzerte
- 4. Januar: Pete Seeger (USA), VB[7]
- 25. Januar: Ella Fitzgerald (USA), FSP[8]
- 1. März: Gilbert Becaud (F), FSP
- Hazy-Osterwald-Sextett (CH)

### 1968
- 8. Februar: Juliette Greco (F), FSP, vorher Tournee durch sieben Städte
- Juli: Internationales Schlagerfestival der Ostseeländer, mit Benny Borg (S) als Sieger, Rostock
- 26. November: Chris Barber (USA), FSP, Jazz

### 1969
- Juli: Internationales Schlagerfestival der Ostseeländer, mit Ray Adams (N) als Sieger, Rostock

### 1970
- Kenny Ball and his Jazzmen (GB), Dresden Kulturpalast (1. Jazzband im neuen Kulturpalast)[9]
- 15.–21. Februar: erstes Festival des politischen Liedes, mit Il Contemporaneo (I), Judith Csaba (HU), Gerilla-Gruppe (HU), Iskateli (SU), Lutschina (SU), Cynthia Nokwe (SA), Die Conrads (D)

### 1971
- 7.–13. Februar: Festival des politischen Liedes, mit Agit Prop (FIN), Luís Cília (POR), Perry Friedman (CAN), Lutschina-Gruppe (SU), Laura Panti und Sergio Liberovici (I), Quilapayún (CHI), Maryla Rodowicz (PL), Francesca Solleville (F), Die Münchner Songgruppe (D)
- Juli: Internationales Schlagerfestival der Ostseeländer, mit Jukka Kuoppamäki (FIN) als Sieger, Rostock

### 1972
- 29. Januar: Erster Kessel Buntes, mit Lenada (NL), Danyel Gérard (F), Manuela (WB), FSP
- 13.–19. Februar: Festival des politischen Liedes, mit Canzoniere delle Lame (I), Barbara Dane (USA), Fria Proteatern (S), Bhupen Hazarika (IND), Kaláka (HU), KOM teatteri (FIN), Aleksander Kulisiewicz (PL), Sergei Nikitin (SU), Isabel Parra (CHI), Silvio Rodríguez (CUB), Dieter Süverkrüp (D)
- 25. März: Kessel Buntes, mit  Zsuzsa Koncz (HU), Ricky Shayne (LIB), Lill Lindfors (S/FIN), Bisser Kirow (BUL), FSP
- 20. Mai: Kessel Buntes, mit Ivica Šerfezi (JUG), Séverine (F), The Flirtations (USA), Karel Gott (ČSSR), FSP
- Juli: Internationales Schlagerfestival der Ostseestaaten, mit Jukka Kuoppamäki (FIN) als Sieger, Rostock
- 15. Juli: Kessel Buntes, mit Paola (CH), Naďa Urbánková (ČSSR), Viktor Sodoma (ČSSR), Peggy March (USA), Dean Reed (USA), Johannes Heesters (NL), Facio Santillan (ARG), FSP
- 23. September: Kessel Buntes, mit Lance Lumsden (JAM), Wencke Myhre (NOR), Mireille Mathieu (F), Emil Dimitrov (BUL), FSP
- 18. November: Kessel Buntes, mit Dorthe (DK), Pavel Novák (ČSSR), Rex Gildo (D), Marek & Vacek (PL), Katja Ebstein (WB), Jukka Kuoppamäki (FIN), The Madcaps (A), FSP
- 24. und 25. November 1972: Freiberger Jazztage, mit Jazz Trio Prag mit Jiří Stivín (ČS)

### 1973
- 13. Januar: Kessel Buntes, mit Helena Vondráčková (ČSSR), Horst Jankowski Singers (D),  Olsen Brothers (DK), Vicky Leandros (GR), Daniel Kłosek (PL), FSP
- 27. Januar: Canzionere delle Lame (Ital.) + Middle of the Road (GB) mit TV-Auftritt bei rund[10]; im gleichen Jahr folgte für Middle of the Road eine DDR-Tournee mit den Puhdys[11]
- 10. März: Kessel Buntes, mit Kati Kovács (HU), Chris Roberts (D), Dieter Süverkrüp (D), Denny Willis Company (GB), Theodorus Kerk (NL), FSP
- 5. Mai: Kessel Buntes, mit Chor und Ensemble der GSSD (SU), Ljupka Dimitrovska (YUG), Salvatore Adamo (BEL), Mihaela Mihai (ROM), FSP
- 30. Juni: Kessel Buntes, mit Dalida (F/I/EGY), Eva Pilarová (ČSSR), FSP
- 29. Juli–5. August: X. Weltfestspiele der Jugend und Studenten, mit Inti-Illimani (CHI), Lamari (ALG), Pesnjari (SU), Max Rongier (F), National Service Jazz-Band (TAN), Die singenden Stimmen (JAP), La Columna de Fuego (COL), Cuatro Tiempo (ARG), Vízöntő (HU), Lokomotive Kreuzberg (WB), Abril (COS), Agitpop (DK), Agit-Prop (FIN), Al Nahar (EGY), Klara Armandova (BOL), Avantis (ČS), René Bardet (CH), Bonner Songgruppe (D), Lajos Boros (HU), René Bourdet (F), Jean-Louis Caillat (F), Canzoniere delle lame (I), Canzoniere Internazionale (I), Alegres del César (COL), Chor des Jugendverbandes (ROM), Christiane und Fredrik (D), Luis Cilia (POR), Columna de Fuego (COL), Marta Contreras (CHI), Cuatro Tablas (PER), Franz Josef Degenhardt (D), Maja Derado (YUG), DKU-Noder (DK), Edelsteine (SU), Eliane (COL), Elma (MEX), Ensemble der KJÖ (A),  Maurice Fanon (F), Ivor Fearce (GB), Floh de Cologne (D), Fria Proteatern (SWE), Perry Friedman (CAN/DDR), Payo Grondona (CHI), Hansi Gutz (WB), Dr. Bhupen Hazarika (IND), Bruce William Hearn (AUS), Trevor Hyett (GB), Il Contemporaneo (I), César Isella (ARG), Iskra-Duo (FIN), Fasia Jansen (D), Kaláka (HU), Peter Keiler (WB), Josif Kobson (SU), KOM-Theater (FIN), Lamari (ALG), Leonore (COL), Lingua (SU), Karin und Urwe Lippus (SU), Locomotiv GT (HU), Lutajuća Srca (YUG), Elvina Makarjan (SU), César Augusto Montalvo Malo (ECU), Mansaué (CON), Margitta und Anthar (MEX), Silvia María (MEX), Masaski Ito (JAP), Los Nakos (MEX), Narren (S), National Service Jazz-Band (TAN), Oroza-Family (FIN), Gazmend Pallaska mit Chor »Collegium Musicum« (YUG), Isabel Parra (CHI), Nenad und Tamara Pavlović (YUG), Pesnjari (SU), Quinteto Tiempo (ARG), Claude Réva (F), Mario Grosso Revera (MEX), Max Rongier (F), Arja Sajonaa (FIN), Rahmi Saltuk (TUR), Santana (BRA), Savoy (ROM), Singegruppe der FDJ Westberlin, Die singenden Stimmen (JAP), Leonis Smetanikow (SU), Slobodan Stanković und Band der JNA (YUG), Margita Sukajlova  (ČSSR), Dieter Süverkrüp (D), Taoné (PUE), Tonika (BOL), Vizöntö (HU), Waberi (SOM), Wawele (PL)
- 22. September: Kessel Buntes, mit Maryla Rodowicz (PL), Dean Reed (USA), Rita Pavone (I), FSP
- 17. November: Kessel Buntes, mit Václav Neckář (ČSSR), Vittorio (I), Dida Drăgan (ROM), Mercedes Sosa & Santiago Alberto Bértiz (ARG), FSP

### 1974
- 26. Januar: Kessel Buntes, mit  Ensemble Brasil Tropical (BRA), Đani Maršan (YUG), Torill Ravnaas (NOR), Euson (NL), Gitte (DK), FSP
- 10.–16. Februar: Festival des politischen Liedes, mit    Inti-Illimani (CHI), Miriam Makeba (SA), Quilapayún (CHI), The Sands Family (IRL), Daniel Viglietti (URU), Floh de Cologne (D), Santiago Álvarez (CHI), Klara Amandova (BUL), Los Cañas (CUB), Cantabile (ČS), Canzoniere Internazionale (I), Guy Carawan (USA), Patricio Castillo (CHI), Luis Cilia (POR), Combine (GB), Connolly Group (IRL), Sándor Csismadia (HU), József Dinnyés (HU), Duo di Piadena (I), Iskateli (SU), Kaláka (HU), KOM-Theater (FIN), The Laggan (GB), Menëi bratéi (ČS), Muszti & Dobay (HU), Jack Mitchell und Gruppe (GB/DDR), Osvaldo Rodrígues (CHI), Gabino Palomares (MEX), Isabel Parra (CHI), Quinteto Tiempo (ARG), Claude Réva (F), Rote Kapelle (SWE), Thermopyly (GR), Wawele (PL)
- 13. April: Kessel Buntes, mit Piera Martell (CH), Yalla (SU), Les Poppys (F), Miriam Makeba (SA), FSP
- Juli: Internationales Schlagerfestival der Ostseestaaten, mit Zbigniew Wodecki (PL) als Sieger, Rostock
- 2. November: Kessel Buntes, mit  Jiří Korn (ČSSR), Ireen Sheer (GB),  Zsuzsa Koncz (HU), ABBA (S), Omara Portuondo und Martin Rojas (CUB), FSP
- Katja Ebstein (WB)

### 1975
- 8. Januar: Kessel Buntes, mit Kati Kovács (HU), Joe Dassin (F), Mac and Katie Kissoon (GB/TRI), Lili Ivanova (BOL), FSP
- 9.–15. Februar: Festival des politischen Liedes, mit Inti-Illimani (CHI), José Afonso (POR), Elvina Makarjan (SU), Pablo Milanés (CUB), Tiempo Nuevo (CHI), Franz Josef Degenhardt (D), Lokomotive Kreuzberg (WB, FSP), Istropolitana (ČS), Agit-Prop (FIN), Aparcoa (CHI), Canzoniere Internazionale (I), Connolly Group (IRL), Det nya livet (SWE), Jack & Genossen (GB/DDR),[12] Kalambur (PL), Letavice (ČS), Lingua (SU), Los Folkloristas (MEX), Manguaré (CUB), Metronom (BUL), Francisco Montaner (ESP), Muszti & Dobay (HU), Cynthia Nokwe (SAF), Mira & Vesselin Noninski (BUL), Adriano Correia Oliveira (POR), Perth County Conspiracy (CAN),[13] Sfinx (ROM), Sören Sidevinds Spillemänd (DK), Sume (DK), The Laggan (GB), Xasteria (GR), Kumiko Yokoi (JAP)
- 29. März: Kessel Buntes, mit Donna Hightower (USA), Trinidad-Steel-Band (NL), Naďa Urbánková (ČSSR), FSP
- 21. Juni: Soulful Dynamics (LIB/D), Fonográf + Bergendy (beide HU), Jena, Ernst-Abbe-Stadion (an diesem Abend: „Rock Arena Jena“; plus div. DDR-Bands)[14]
- 28. Juni: Kessel Buntes, mit Soulful Dynamics (LIB/D), Tereza (YUG), Mary Roos (D), FSP
- 27. September: Kessel Buntes, mit The Rubettes (GB), Karel Gott (ČSSR), FSP
- 22. November: Kessel Buntes, mit Carl Wayne (GB), Maryla Rodowicz (PL), Dorthe (DK), Miro Ungar (YUG), Tamás Hacki und Ex Antiquis (HU), FSP
- Les Poppys (F), Riesa, Filmtheater Capitol[15]
- Pete Wyoming Bender (USA/BRD), DDR-Tour mit Hansi Biebl Blues Band[16]

### 1976
- 31. Januar: Kessel Buntes: Helena Vondráčková (ČSSR), The Marmalade (GB), I Santo California (I), Jiří Korn (ČSSR), FSP
- 7.–14. Februar: Festival des politischen Liedes: bots (NL), Quilapayún (CHI), Tiempo Nuevo (CHI), Sergio Ortega (CHI), Ekkes Frank, (D), Lokomotive Kreuzberg (WB), Perry Friedman (CAN/DDR), Aparcoa (CHI), Maria Batschwarova (BUL), Luis Cilia (POR), Pia Colombo (F), Doan Ket (VIE), Mircea Florian (ROM), GEM mit Krystyna Gizowska (PL), Generacia (ČS), Il Contemporaneo (I), Jack & Genossen (GB/DDR), KOM-Theater (FIN), Ted McKenna (IRL), Moncada (CUB), Deepa Mukhopadhyay (IND), Adriano Correia Oliveira (POR), Yamandú Palacios (URU), Isabel Parra und Arturo Cipriano (CHI), Peter, Paul & Barmbek (D), Quinteto Clave (ARG), Rafidain (IRQ), Santocas (ANG), Sören Sidevinds Spillemänd (DK), Tambouri (GR), Trajana (BUL), Marcos Velásquez (URU), The Whistlebinkies (GB), Pete Wyoming (USA/WB)
- 27. März: Kessel Buntes, mit Costa Cordalis (GR), Penny McLean (A), FSP
- 23. April: Eröffnungskonzert vom Palast der Republik, u. a. mit Katja Ebstein (WB), Juliette Greco (F), Karel Gott (ČSSR)[17]
- 1. Mai: Kessel Buntes, mit Dagmar Koller (A), Madame (GB), Wencke Myhre (NOR), Josef Laufer (ČSSR), Alla Pugatschowa (SU), Billy Swan (USA), FSP
- 3. Juli: Kessel Buntes, mit Claudja Barry (JAM), Brotherhood of Man (GB), (Großbritannien), Kati Kovács (HU), The Walkers (DK), FSP
- 25. September: Kessel Buntes, mit Ivica Šerfezi (YUG), Arturo Sandoval (CUB), Marianne Rosenberg (WB), Harpo (S), Moissejew-Ensemble (SU), FSP
- November: Udo Jürgens (A), FSP, mit TV-Übertragung (im Januar gesendet)
- 22. Dezember: James Booker (USA), Berlin, Haus der jungen Talente[18]
- 26. Dezember: Kessel Buntes, mit Boney M. (JAM/D),  Nationales Folklore-Ensemble Kuba, Udo Jürgens (A), Jens und Peter Lund (DK), Pussycat  (NL), Karel Gott (ČSSR), FSP

### 1977
- 29. Januar: Kessel Buntes, mit Munteanus (ROM), Cindy & Bert (D), Felix Holzmann und František Budín (ČSSR), Tatjana & Michael Trefilow (SU), David Rosaire (GB), George Baker Selection (NL), FSP
- 12.–19. Februar: Festival des politischen Liedes, mit bots (NL), Inti-Illimani (CHI), Al Mayadine (LIB), Aliança Operario-Camponesa (MOS), Aparcoa (CHI), Canzoniere del Lazio (I), Česky Skiffle (ČSSR), Cuatro Tablas (PER), Familia (PL), Pedro Luis Ferrer (CUB), Floh de Cologne (D), Folk-Podium (HU), Mike Glick & Suni Paz (USA), Luis Enrique Mejía Godoy (NIC), Grenada (SU), Grupo Outubro (POR), Gruppe der PLO, Gruppe Vorwärts (WB), Fasia Jansen  (D), Jatarí (ECU), Mustafa al-Kurd (PLO), Manguaré (CUB), Víctor Manuel (ESP), Marios-Tokas-Gruppe (CYP), Héctor Numa Moraes (URU), Cynthia Nokwe (SA), Carlos Paredes (POR), Alexander & Konstantin Petrowi (BOL), Punainen Lanka (FIN), Quinteto Clave (ARG), Rezon an Sa (YUG), Tiempo Nuevo (CH), Viva (BUL)
- 30. April: Kessel Buntes, mit Bay City Rollers (GB), Brasil Tropical (BRA), Đani Maršan (YUG),   Litauischer Chor „Azuolinkas“ (SU), 6 Luxor (EGY), Gilbert Bécaud (F), FSP
- Juli: Internationales Liederfestival Menschen und Meer, mit Jan Høiland (N) als Sieger, Rostock
- 16. Juli: Kessel Buntes, mit Les Poppys (F), Gilbert O’Sullivan (IRL/GB), Afric Simone (MOS), Václav Neckář (ČSSR), Tamara Lund (FIN), PdR
- 10. September: Kessel Buntes, mit Eruption (JAM/GB), Zsuzsa Koncz (HU), Ahonkylän Flikat (FIN), Vicky Leandros (GR), PdR
- 28. Oktober & 11. Dezember: James Booker (USA), Berlin, Kino International
- 14.–20. Dezember: Roy Black (A), Kulturpalast Dresden, täglich 2 Vorstellungen, auch in Riesa
- 17. Dezember: Bonnie Tyler (GB), Magdeburg (TV-Auftritt bei rund)[19]
- 25. Dezember: Kessel Buntes, mit Josef Laufer (ČSSR),  Ensemble „Tawrija“ (SU), Fred Roby (F/CH),  Catherine (HU), Smokie (GB), Nana Mouskouri (GR), PdR

### 1978
- 5.–16. Februar: Roy Black, Tournee
- 11. Februar: Kessel Buntes, mit Rote Gitarren (PL), Gojko Mitić (YUG), Moretti (USA), Jana Kocianová (ČSSR), Drupi (I) Juliane Werding (D), Juri Guljanow (SU), PdR
- 13.–20. Februar: Festival des politischen Liedes, mit Al Mayadine (LIB), Alen Mak (BUL), Tamás Berki (HU), Ernst Born (CH), Charo Cofré und Hugo Arévalo (CHI), Maria Dimitriadi (GR), Faelles Akkorden (DK), Claude Fonfrède & Dominique Becker (F), Gepfolklor (HU), Grenada (SU), Jack & Genossen (GB/DDR),  Kiezos (ANG), Rosa León (ESP), Enrique Llopis (ARG), Lynch & Brennan (IRL), Annariita Minkkinen (FIN), Moncada (CUB), Héctor Numa Moraes (URU), Dodi Moscati (I), Prámene (ČSSR), Quilapayún (CHIL), Frederik Rzewski (USA), Timur Selcuk (TK), Jadranka Stojanovic (YU), Dieter Süverkrüp (D), Taller Luis Emilio Recabarren  (CHI), Tambouri (GR), Tayacán (COS), Tiempo Nuevo (CHI), Trovante (POR), Danielle Villière (F), Vis-a-vis (PL), Hannes Wader (D), Mike Westbrooks‘ Brass Band mit Frankie Armstrong (GB), Yaki Kandru (COL), Wilhelm Zobl (A)
- 3.–5. März: Freiberger Jazztage, mit Peter Brötzmann Trio (D), Ossian (PL)
- 29. April: Kessel Buntes, mit Dean Reed (USA), Barbara Mascott (A), Belle Epoque (F) 5 Mojeiko (SU), Helena Vondráčková (ČSSR), PdR
- Juli: Internationales Liederfestival Menschen und Meer, mit Monica Aspelund (FIN) als Siegerin, Rostock
- 22. Juli: Kessel Buntes, mit Hot Chocolate (GB), 4 Albatros (ČSSR), Djon Delhusa (HU), Dalida & Bruno Guillain (F/I), PdR
- 25. Mai: Memphis Slim (USA),  PdR, Blues[20]
- 14. Oktober: Kessel Buntes, mit Ivica Šerfezi (YUG), Marek & Vacek (PL), Dudelsack-Ensemble Konrady (ČSSR), Showaddywaddy (GB), Kondorosi (HU), Los Incas, PdR
- 11. November: Status Quo (GB), Berlin (TV-Auftritt bei rund)[21]
- 26. Dezember: Kessel Buntes, mit Adamo (B), Duo Adamec (ČSSR), Larissa Dobroshan (SU), Wladimir Fedjanin (SU), Gitte (DK),  Karel Gott (ČSSR), PdR

### 1979
- 10.–18. Februar: Festival des politischen Liedes, mit Memphis Slim (USA), Maria Farandouri (GR),  Asheed (JEM), Backbord (D), Mihaela Bustuchina-Vlaicu (ROM), Uschi Flacke (D), Floh de Cologne (D), Perry Friedman (CAN/DDR), Carlos Mejía Godoy (NIC), Hanns-Eisler-Chor Westberlin, Teresa Haremza (PL), Kantoéi (ČSSR), Kormoran (HU), Kulsyredrengene (DK), Macchina Maccheronica (I), Mayibuye (SAF), Mayohuacán (CUB), Menuets (SU), Missing Link (CAN/DDR), Drago Mlinarec (YUG), Molendinar (GB), Amparo Ochoa (MEX), Los Olimareños (URU), Claude Réva (F), Frederik Rzewski (USA), Taller Luis Emilio Recabarren (CHI), Tété (POR), Torpeedo (FIN), Trovante (POR), Welle (BUL)
- 3. März: Kessel Buntes, mit Suzi Quatro (USA), Baccara (ESP), Sofija Rotaru (SU), PdR
- 14. April: Kessel Buntes, mit Snoopy (NL), 2 plus 1 (PL), La Bionda (I), PdR
- 19. April: DT64-Jugendkonzert im Rahmen der Jazzbühne Berlin mit ORF Big Band und Rozaa Wortham, PdR[22]
- 16. Juni: Kessel Buntes, mit George Baker (NL), Milva (I), PdR
- 30. Juni: rund, mit Pete Wyoming (USA/WB), Gilla (A), Halina Frąckowiak (PL), Torgau[23]
- Juli: Internationales Liederfestival Menschen und Meer, mit Sammy Clark (LIB), Peter Cyon (NL) als Sieger, Rostock
- 29. September: Kessel Buntes, mit  Dean Reed (USA), Alla Pugatschowa (UdSSR), Katja Ebstein (D), Lotos (PL), Racey (GB), FSP
- 10. November: Kessel Buntes, mit Precious Wilson (JAM/GB), Parigi (NL), Hana Zagorová (ČSSR), PdR
- 19. November: Alexis Korner (GB), Berlin, TV-Aufzeichnung für rund[24]
- 25. Dezember: Kessel Buntes, mit  Kati Kovács (HU), Costa Cordalis (GR), Jiří Korn (ČSSR), Amanda Lear (GB/F), Rosa Rombajawa (SU), PdR

### 1980
- 31. Januar: Tangerine Dream (WB), PdR[25]
- Februar: Festival des politischen Liedes, mit Mikis Theodorakis (GR), Maria Farandouri (GR), The Sands Family (IRL), Agit-Prop (FIN), Diego Aguirre (NIC), Khales Alhabr (LIB), Nicu Alifantis (ROM), Atelier de l‘arcouest (F), Bajm (PL), Ballada (SU), Bargain at half the price (CAN), Tamás Berki (HU), Brigada Víctor Jara (POR), Kaj Chydenius (FIN), Franz Josef Degenhardt (D), Forum (ČSSR), Perry Friedman (CAN/DDR), Grupo Víctor Jara (MEX), Kaláka (HU), Larissa Kandalowa (SU), Kulturgruppe der SWAPO (NAM), Macchina Maccheronica (I), Gruppe Makoutides (CYP), Mayohuacán (CUB), Sergio Ortega (CHI), Pancasán (NIC), Los Parra de Chile, Rang Dong (VIE), Rotes Lachen (BUL), Simas (SU), Strube-Band (DK), Theatermanufaktur Westberlin, Tiempo Nuevo (CHI), Daniel und Cédar Viglietti (URU), Wilhelm Zobl (A)
- 1. März: Kessel Buntes, mit  Paola (CH), 2 plus 1  (PL), Dolly Dots (NL), Tony Christie (GB), PdR (Großbritannien)
- 29.+30. März: Freiberger Jazztage, mit Fred Van Hove Quartett (BEL), Rudolf Dašek Trio (ČS)
- 17. April: Adelhard Roidinger (A), Freiberg, Jazz
- 19. April: Kessel Buntes, mit Marlène Charell (D/F), Goombay Dance Band (JAM/D), Che & Ray (CH),  Kirstin Lill (NOR), PdR
- 14. Juni: Kessel Buntes, mit The Teens (WB), The Original Trinidad Steel Band (TRI), Miro Ungar (YUG), Penny McLean (A), PdR
- Juli: Internationales Liederfestival Menschen und Meer, mit Alicja Majewska (PL) als Siegerin, Rostock
- 13. September: Kessel Buntes, mit Mireille Mathieu (F), Judith Szücs (HU), Josef Laufer (ČSSR), Cottbus
- 1. November: Kessel Buntes, mit Dunja Rajter (YUG), Keith Foote On Love (JAM), Blue Danube (A), Bonnie Tyler (GB), Karl-Marx-Stadt
- Katja Ebstein (WB), Rostock
- 25. Dezember: Kessel Buntes, mit Helena Vondrackova (ČSSR), Spargo (NL), Waterloo und Robinson (A), Nana Mouskouri (GR), Boney M. (JAM/D), PdR

### 1981
- Februar: Festival des politischen Liedes: Floh de Cologne (D), Battlefield Band (GB)
- 18. Februar: Leo Smith (USA), Peter Kowald (D), Jena, Jazz
- 14. März: Kessel Buntes, mit  René Luden (B), Karel Gott (ČSSR), Matchbox (GB), Dean Reed (USA/DDR), The Supremes (USA), PdR
- 20.–22. März: Freiberger Jazztage, mit Tony Oxley Trio (GB)
- 2. Mai: Kessel Buntes, mit  Plastic Bertrand (B), Renée (NL), Siw Inger (SWE), Brasil Tropical (BRA), PdR
- Juli: Internationales Liederfestival Menschen und Meer, mit Ami Aspelund (FIN) als Siegerin, Rostock
- 11. Juli: Kessel Buntes, mit  Jiří Korn (ČSSR), Tony Christie (GB), Eruption (GB/JAM), Les Poppys (F), Lili Ivanova (BUL), PdR
- 29. August: Kessel Buntes, mit Precious Wilson (JAM/GB), Séverine (F), Coast to Coast (GB), Cottbus
- 21. Oktober: Jim Kahr Group (USA), PdR, DT 64-Jugendkonzert, Blues
- 31. Oktober: Kessel Buntes, mit  A La Carte (GB), Claudja Barry (JAM), Nick Straker Band (GB), Umberto Tozzi (I), Gera
- 26. Dezember: Kessel Buntes, mit Blue Danube (A), Aneka (GB), Ivica Šerfezi (YUG), John Waddell & Charles Williams (USA), Dalida (F/I), PdR
- Costa Cordalis (GR), Rostock

### 1982
- 8. Februar: Festival des politischen Liedes: Bots (NL), PdR[26]
- 27. März: Kessel Buntes, mit Alla Pugatschowa (SU), Saragossa Band (D), The Blue Diamonds (INDO/NL), Nana Mouskouri (GR), PdR
- 1. April: Herman van Veen (NL), PdR (Abend des poetischen Liedes), mit DT64-Rundfunkaufnahme
- 29. Mai: Kessel Buntes, mit Waterloo (A), The Ward Brothers (GB), Gibson Brothers (MART/F), Cottbus
- 3. Juni: Roger Chapman (GB), PdR, DT 64-Jugendkonzert (mit Hansi Biebl Band aus der DDR)[27]
- 3. Juli: Kessel Buntes, mit  Josef Laufer (ČSSR), Judith Szücs (HU), La Mama (D), Oliver Onions (I), Karl-Marx-Stadt
- 2.–5. August: Katja Ebstein (WB), PdR[28]
- 28. August: Kessel Buntes, mit The Tremeloes (GB), Richard Clayderman (F), Ensemble Sol de Mocambique, Cottbus
- 15. Oktober: Helen Schneider (USA/D), PdR, DT 64-Jugendkonzert (mit DDR-Bands)
- 30. Oktober: Kessel Buntes, mit Peter Cornelius (A), Tight Fit (GB), Costa Cordalis (GR), Gera
- 17.–25. November: Tangerine Dream (WB), Tournee nach Schwedt, Rostock, Suhl, Erfurt, Gera, Karl-Marx-Stadt
- 25. Dezember: Kessel Buntes, mit Secret Service (SWE), Lili Ivanova (BUL), Rainhard Fendrich (A), Katja Ebstein (WB), Helena Vondráčková (ČSSR), PdR

### 1983
- Februar: Festival des politischen Liedes  Ina Deter (D), Cassiber (GB)
- 26. Februar: Kessel Buntes, mit Tower (NL), Dunja Rajter (YUG),  Ireen Sheer (GB), Cottbus
- 30. April: Kessel Buntes, mit  Sofija Rotaru (SU), Ph.D. (GB), Racket-Jacket und Toni (A), Nickerbocker & Biene (A), Amanda Lear & Shadow-Brothers (GB/F), PdR
- 9. Juli: Kessel Buntes, mit  Helena Vondráčková (ĆSSR), Séverine (F), Dean Reed (USA/DDR), Original Trinidad Steel & Show Band (TRI/NL), PdR
- 13.–27. August: Liedersommer der FDJ, mit Wally Dugs (SCO), 100 Folk Celsius (HU),  Illapu (CHI), Liederjan (D), Folk, PA
- 3. September: Kessel Buntes, mit  The Sneekers (GB), CoCo York (NL), Salvatore Adamo (B), Karl-Marx-Stadt
- 23. September: Saga (CAN), Suhl
- 25. Oktober. Friedenskonzert mit Udo Lindenberg, Harry Belafonte (USA), Perry Friedman (CAN), Wolf Brannasky (D), Peter Nagy (ČSSR), Conzoniere delle lame (I), Illapu (CHI), Dean Reed (USA), Sands Family (NIR),  Dianne Reeves (USA), PdR, vorher seit 1. Oktober Friedenstournee mit einigen Künstlern
- 3. November: Vince Weber (D), Jena, Boogie Woogie
- 5. November: Kessel Buntes, mit 2 plus 1 (PL), Spider Murphy Gang (D), Bino (I), Gera
- 26. November–6. Dezember: Tangerine Dream (WB), Dresden, Magdeburg, Wismar, Gera
- 17. Dezember: BAP (D) (TV-Auftritt bei rund)[29][30][31]
- 25. Dezember: Kessel Buntes, mit Karel Gott (ČSSR), The Shorts (NL), Bernie Paul (D), Raimonds Pauls + Lettischer Knabenchor (SU), Joe Bourne (USA), Zsuzsa Koncz (HU), Rose Laurens (F), PdR

### 1984
- Februar: Revue im Friedrichstadtpalast, mit Caterina Valente (I)
- Februar: Festival des politischen Liedes, mit Erste Allgemeine Verunsicherung (A), Duck and Cover (USA/GB/D),[32] Czesław Niemen (PL)
- 25. Februar: Kessel Buntes, mit Andy Borg (A), Sensation (NL), Gary Lux (A), Roza Wortham (USA), Cottbus
- 30. März–1. April: Freiberger Jazztage, mit  Kent Carter String Trio (GB/POR/F)
- 21. April: Kessel Buntes, mit  Precious Wilson (JAM), Costa Cordalis (GR), PdR
- 30. Juni: Kessel Buntes, mit  Katja Ebstein (WB), Taco (NL), FSP
- 12.–26. August: Liedersommer der FDJ, mit Ortiga (CHI), Vasmalom (HU), Kabberdoech (BEL), Celtic Tradition (IRL), Boys of the Lough (SCO), Agricantus (ITA), PA
- 8. September: Kessel Buntes, mit Dean Reed (USA/DDR), Gibson Brothers (MAR/F),  Ljupka Dimitrovska (YUG),  Bonnie Tyler (GB), FSP
- 3. November: Kessel Buntes, mit Judith Szücs (HU), Digital Emotion (NL), Goombay Dance Band (D/JAM), Milva (I), Cottbus
- 25. Dezember: Kessel Buntes, mit  Roland Kaiser (WB), Dalida (F/I), Bolland & Bolland (SAF/NL),  Ensemble Fiesta Filipina (PHI), PdR

### 1985
- Februar: Festival des politischen Liedes; Bruce Cockburn (CAN)
- 23. Februar: Kessel Buntes, mit  The Shorts (NL), Vanua Levu (INDO), Nickerbocker & Biene (A), Tony Esposito (I), Gesangs- u. Instrumentalgruppe d. Sowjetischen Streitkräfte GSSD, Hana und Dana (ČSSR), FSP
- 20. April: Kessel Buntes, mit  Riccardo Fogli (I), Tony Marshall (D), Mungo Jerry (GB), Gillian Scalici (USA), PdR
- 8. Juni: Kessel Buntes,  Caterina Valente (F/I), Stutz Bear Cats (GB), Peter Cornelius & Gruppe (A), Miro Ungar (YUG), FSP
- 4.–18. August: Liedersommer der FDJ, mit Zupfgeigenhansel (D), Whistlebinkies (SCO), Lucio Dalla (I), Los Jaivas (CHI), Lydie Auvray (F), Tommy Sands (NIR), Hannes Wader (D), Stephan Sulke (CH), PA
- 3. September: Stefanie Werger (A), PdR, DT 64-Jugendkonzert (mit DDR-Bands)
- 7. September: Kessel Buntes, mit Venus (B), Jiří Korn (ČSSR), Ireen Sheer (GB), Los Muchachos Paraquayos (PAR), Tamara Lund (FIN),  Boney M. (D/JAM), Cottbus
- 27. Oktober: American Folk Blues Festival, MT, mit TV-Aufzeichnung
- 2. November: Kessel Buntes, mit  Karel Gott & Darinka (ČSSR), Joan Orleans (USA), Marlène Charell (D/F), Nell Sarco (YUG),  Lovin Angels (NL), FSP
- 21. Dezember: Kessel Buntes, PdR, mit Bad Boys Blue (BRD), G. G. Anderson (BRD), Prager Harfenensemble (ČSSR), Centerfold (Niederlande) Katja Ebstein (Berlin)

### 1986
- Februar: Festival des politischen Liedes, mit Pete Seeger (USA), WSH
- 21.–23. März: Freiberger Jazztage, mit Jay Oliver (USA), Edward Vesala (FIN)
- 4. und 5. Juni: Peter Maffay, Rostock
- 12.–18. Juli: Kevin Coyne (GB), Konzerte in Berlin, Leipzig, Dresden, Böhlen und Pößneck
- 3.–17. August: Liedersommer der FDJ, mit Inti-Illimani (CHI), The Dubliners (IRL), Dick Gaughan (GB), Liederjan (D), Machitún (CHI), Champion Jack Dupree (USA), Rosay Wortham (USA), Kaláka (HU) bots (NL), Oskorri (ESP), Machitún (CHI), José Miguel Marquez (CHI), Oskorri (ESP), Billy Bragg (GB), Attila The Stockbroker (GB), Neurotics (GB), Lydie Auvray (F), N'Guewel Saf Sap (SEN), Kostas Thomaidis (GR), Klaus Lage Band (D), PA
- 6. Oktober: Chris Barber (USA), mit Großem Rundfunkorchester der DDR, PdR, mit LP, Jazz

### 1987

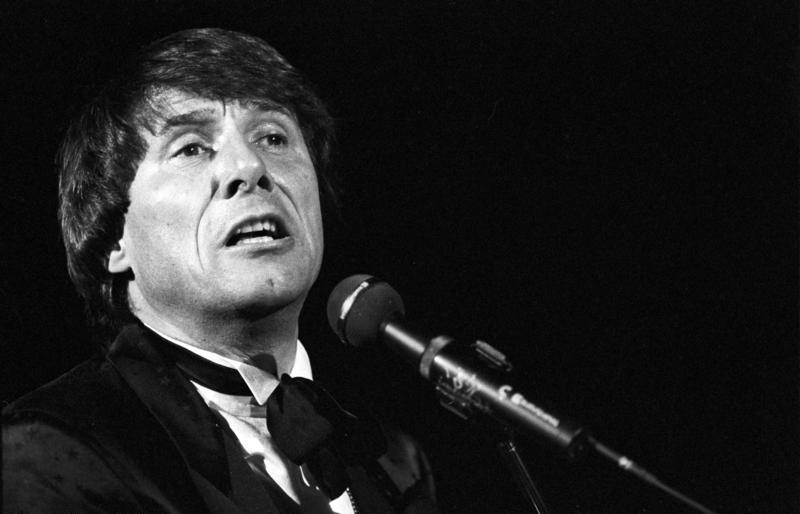
Udo Jürgens im Friedrichstadtpalast, 1987

- 16. Januar: Rock für den Frieden, mit  Latin Quarter, PdR
- Februar: Festival des politischen Liedes: Billy Bragg (GB), Attila The Stockbroker (GB), PdR
- 2. März: Udo Jürgens (A), FSP, mit TV-Aufzeichnung
- 6. und 7. März: Peter Maffay, Suhl[33]
- 9.–12. März: Peter Maffay, WSH
- 14. März: Shakin’ Stevens, WSH
- 17. und 18. März: New Orleans Blues Festival, mit Solomon Burke (USA), Neville Brothers (USA), WSH
- 20.–22. März: Freiberger Jazztage, mit Barre Phillips (USA)
- 5. April: John Mayall’s Bluesbreakers, KK[34]
- 5. und 6. April: Santana, PdR
- 11.–13. April: Nana Mouskouri (GR), MT
- 14. Juli: Barclay James Harvest (GB), 4. Berliner Rocksommer, Berlin-Treptow, Open Air mit über 30.000 Besuchern[35]
- 15.–19. Juli: 4. Berliner Rocksommer, mit The Christians (GB), Varga Miklós Band (HU), John McLaughlin (GB), Paco de Lucía (ESP), Shakin' Dudi (PL), Franz Benton (GB/BRD), Thorup (DK) & Millns (GB), IdJ (zusätzlich spielten div. DDR-Bands)
- 9.–23. August: Liedersommer der FDJ, mit Mezcla (CUB), Heinz Rudolf Kunze (D), Peter Thorup (DK), Lars „Smiley“ Hansen (DK), Jocelyn B. Smith (USA), Runrig (SCO), Canzonaccio (I), Espe (D), Franz Josef Degenhardt (D), Ekkes Frank (D), Rachid Bahri (F), Martina Portocarrero (PER), Kollasuyu Ñan  (BOL), PA
- 15. und 16. August: Heinz Rudolf Kunze (D), Dresden, Leipzig
- 21. August: Mireille Mathieu (F), PdR
- 17. September: Bob Dylan & Tom Petty, Berlin-Treptower Park, Open Air, mit über 50.000 Zuschauern
- 23. September: Guus Janssen Trio (NL), Freiberg, Jazz
- 2. Oktober: Klaus Lage, WSH
- 3. Oktober: Luther Allison (USA), WSH
- 4. Oktober: José Feliciano, WSH
- 29. und 30. Oktober: Gilbert Becaud (F), FSP
- James Last, PdR, mit LP

### 1988
- 16.–19. Januar: Jugend im Palast, mit Arija (SU), Jocelyn B. Smith (USA), Alvin Lee Band (USA), Mitch Ryder (USA),  The Tremeloes (GB), Searchers (GB), The Cavern (GB), PdR
- Februar: Festival des politischen Liedes, mit  Billy Bragg (GB), Cassiber (GB)
- 28. Februar: Uriah Heep (GB), WSH
- 7. März: Depeche Mode (GB), WSH
- 1. Juni: Joe Cocker (GB), RW, mindestens 50.000 Besucher
- 2. Juni: Joe Cocker, Dresden Open Air, mindestens 80.000 Zuhörer
- 16. Juni: „Friedenswoche der Berliner Jugend“, mit James Brown (USA), The Wailers (JAM), Rainbirds (WB), RW, etwa 70.000 Besucher
- 17. Juni: James Brown, WSH
- 18. Juni: Friedenswoche der Berliner Jugend, mit Voo Voo (Polen), Fischer-Z (GB), Marillion (GB), RW
- 19. Juni: Friedenswoche der Berliner Jugend, mit Bots (NL), Heinz Rudolf Kunze (D), Hannes Wader (D), Big Country (GB), Bryan Adams (CAN), RW, etwa 120.000 Zuschauer
- 2. Juli: The Wedding Present, Jonathan Richman, Marquee Moon, WSH
- 19. Juli: Bruce Springsteen & The E Street Band (USA),|RW, über 150.000 Zuschauer
- 20.–24. Juli: Berliner Rocksommer, mit Attila The Stockbroker, Neurotics, D-A-D,  Kruis, Johnny and the Drivers , Queen Yahna, IdJ
- 15.–28. August: Liedersommer der FDJ, mit  Flying Pickets (GB), Quilapayún (CHI), Julian Dawson (GB), Stoppok und Band (D), 3 Mustaphas 3 (GB), Bernd Haake Blues Band (D), Young Power Big Band (PL),  Alexander Barykin mit Karneval (SU), Rob Janssen + Ellen Brok (NL),  León Gieco (ARG)?, Lydie Auvray (F)?, IdJ
- 30. September: Edgar Broughton Band (GB), Vono (WB), WSH[36]
- 1. und 2. Oktober: Rio Reiser (WB), WSH

### 1989
- 19.–21. Januar: Jugend im Palast, mit Ian Cussick  (GB), Purple Schulz (D), Tom Cunningham & Crew (USA/WB), Erste Allgemeine Verunsicherung  (A), PdR
- 13. Februar: Oysterband (GB), KH
- 14. Februar: Heinz Rudolf Kunze, WSH
- 17. Februar: Michelle Shocked, VB
- 19. Februar: Oyster Band (GB), WSH
- 26. Februar: The Name, WSH
- Februar: Festival des politischen Liedes, mit Billy Bragg (GB),[37] Angelo Branduardi (I), Lindsay Cooper und Band, Michelle Shocked, Attila The Stockbroker
- 5. März: Kool & The Gang, WSH
- 23. Mai: Peter Brötzmann (D), Phil Minton (USA), Freiberg, Jazz
- 18.–21. Juni: James Last, PdR
- 18. Juli: Uriah Heep (GB), Ten Years After (GB), Golden Earring (GB), RW
- 22. Juli: Stanley Clarke, The Other Ones, IdJ
- 5. August: Klaus Schulze (D), Dresden, Freilichtbühne Großer Garten
- 6.–13. August: Liedersommer der FDJ, mit Oyster Band (GB), Dudu Tucci (BRA), Embryo (D), Yoruba Dun Dun Orchestra (NIG), Ortiga (CHI), Anne Haigis (D), Wilfried (A), The Beatnigs (USA), Paul Millns (GB), IdJ
- 21. August: Purple Schulz, Morgenland/Yarinistan, Ulla Meinecke, Manfred Maurenbrecher (alle D), „Rockpoeten-Tour“, RW
- 22. August: Heinz-Rudolf Kunze, Stefan Stoppok, Jule Neigel, Danny Deutschmark, „Rockpoeten-Tour“, RW
- 22. und 23. August: Purple Schulz, PdR
- 28. September: The Jeremy Days, Mad Romeo (WB), WSH
- 29. September: Phillip Boa (WB), Jingo de Lunch (WB), WSH
- 5. Oktober: Canned Heat, WSH
- 12. Oktober: James Last (D), Dresden Semperoper, mit René Kollo

### 1990
- 6. Januar: Udo Lindenberg, Suhl / Stadthalle der Freundschaft[38]
- 8. Januar: Udo Lindenberg, Erfurt[38]
- 9. Januar: Udo Lindenberg, Schwerin[38]
- ?? Januar: Udo Lindenberg, Magdeburg, Rostock und Leipzig[38]
- 24.–27. Januar: Jugend im Palast mit Rio Reiser (WB), Testbildtester's (WB), Poems for Laila (WB)
- 20. Februar: Tangerine Dream (WB), WSH, DT 64 Rundfunkkonzert
- Juliette Greco (F), Leipzig, Gewandhaus, Chanson
- 11. Juni: Peter Maffay, Leipziger Zentralstadion, mit etwa 60.000 Besuchern
- 13. Juli: Peter Maffay, Rostocker Ostseestadion, mit etwa 30.000 Besuchern
- 13. und 14. August: Rolling Stones, RW, jeweils etwa 50.000 Besucher